# Nastro d'argento al regista del miglior film
Il Nastro d'argento al regista del miglior film è stato un riconoscimento cinematografico italiano assegnato annualmente dal Sindacato nazionale giornalisti cinematografici italiani a partire dal 1946 al 2017, anno in cui si divide in Nastro d'argento al miglior film e Nastro d'argento al miglior regista.
Il regista che ha ricevuto questo premio il maggior numero di volte (sette) è Federico Fellini (che è anche l'unico ad averlo vinto in due edizioni consecutive, nel biennio 1954-55 per I vitelloni e La strada). Seguono Luchino Visconti, Gianni Amelio, Giuseppe Tornatore e Paolo Virzì, tutti vincitori quattro volte.

## Albo d'oro
I vincitori sono indicati in grassetto, a seguire gli altri candidati.

### Anni 1946-1949
- 1946: Vittorio De Sica - Sciuscià ex aequo Alessandro Blasetti - Un giorno nella vita
- 1947: Roberto Rossellini - Paisà
- 1948: Giuseppe De Santis - Caccia tragica ex aequo Alberto Lattuada - Il delitto di Giovanni Episcopo
- 1949: Vittorio De Sica - Ladri di biciclette

### Anni 1950-1959
- 1950: Augusto Genina - Cielo sulla palude
- 1951: Alessandro Blasetti - Prima comunione
- 1952: Renato Castellani - Due soldi di speranza
- 1953: Luigi Zampa - Processo alla città
- 1954: Federico Fellini - I vitelloni
- 1955: Federico Fellini - La strada
- 1956: Michelangelo Antonioni - Le amiche
- 1957: Pietro Germi - Il ferroviere
  - Vittorio De Sica - Il tetto
- 1958: Federico Fellini - Le notti di Cabiria
  - Luchino Visconti - Le notti bianche
  - Alberto Lattuada - Guendalina
- 1959: Pietro Germi - L'uomo di paglia
  - Mario Monicelli - I soliti ignoti
  - Francesco Rosi - La sfida

### Anni 1960-1969
- 1960: Roberto Rossellini - Il generale Della Rovere
  - Mario Monicelli - La grande guerra
  - Pietro Germi - Un maledetto imbroglio
- 1961: Luchino Visconti - Rocco e i suoi fratelli
  - Michelangelo Antonioni - L'avventura
  - Federico Fellini - La dolce vita
- 1962: Michelangelo Antonioni - La notte
  - Pietro Germi - Divorzio all'italiana
  - Ermanno Olmi - Il posto
- 1963: Nanni Loy - Le quattro giornate di Napoli ex aequo Francesco Rosi - Salvatore Giuliano
  - Michelangelo Antonioni - L'eclisse
- 1964: Federico Fellini - 8½
  - Francesco Rosi - Le mani sulla città
  - Luchino Visconti - Il Gattopardo
- 1965: Pier Paolo Pasolini - Il Vangelo secondo Matteo
  - Michelangelo Antonioni - Deserto rosso
  - Pietro Germi - Sedotta e abbandonata
- 1966: Antonio Pietrangeli - Io la conoscevo bene
  - Marco Bellocchio - I pugni in tasca
  - Federico Fellini - Giulietta degli spiriti
- 1967: Gillo Pontecorvo - La battaglia di Algeri
  - Alessandro Blasetti - Io, io, io... e gli altri
  - Pier Paolo Pasolini - Uccellacci e uccellini
- 1968: Elio Petri - A ciascuno il suo
  - Paolo e Vittorio Taviani - I sovversivi
  - Pier Paolo Pasolini - Edipo re
- 1969: Franco Zeffirelli - Romeo e Giulietta
  - Carlo Lizzani - Banditi a Milano
  - Pier Paolo Pasolini - Teorema

### Anni 1970-1979
- 1970: Luchino Visconti - La caduta degli dei
  - Federico Fellini - Fellini Satyricon
  - Marco Ferreri - Dillinger è morto
- 1971: Elio Petri - Indagine su un cittadino al di sopra di ogni sospetto
  - Giuliano Montaldo - Gott mit uns (Dio è con noi)
  - Enrico Maria Salerno - Anonimo veneziano
- 1972: Luchino Visconti - Morte a Venezia
  - Elio Petri - La classe operaia va in paradiso
  - Damiano Damiani - Confessione di un commissario di polizia al procuratore della repubblica
- 1973: Bernardo Bertolucci - Ultimo tango a Parigi
- 1974: Federico Fellini - Amarcord
  - Florestano Vancini - Il delitto Matteotti
  - Luchino Visconti - Ludwig
- 1975: Luchino Visconti - Gruppo di famiglia in un interno
  - Ettore Scola - C'eravamo tanto amati
  - Liliana Cavani - Il portiere di notte
- 1976: Michelangelo Antonioni - Professione: reporter
  - Francesco Rosi - Cadaveri eccellenti
  - Mario Monicelli - Amici miei
- 1977: Valerio Zurlini - Il deserto dei Tartari
  - Pupi Avati - Tutti defunti... tranne i morti
  - Mario Monicelli - Un borghese piccolo piccolo
  - Marco Ferreri - L'ultima donna
- 1978: Paolo e Vittorio Taviani - Padre padrone
- 1979: Ermanno Olmi - L'albero degli zoccoli

### Anni 1980-1989
- 1980: Federico Fellini - La città delle donne
- 1981: Francesco Rosi - Tre fratelli
  - Ettore Scola - Passione d'amore
  - Carlo Lizzani - Fontamara
  - Pupi Avati - Aiutami a sognare
- 1982: Marco Ferreri - Storie di ordinaria follia
- 1983: Paolo e Vittorio Taviani - La notte di San Lorenzo
  - Ettore Scola - Il mondo nuovo
  - Maurizio Ponzi - Io, Chiara e lo Scuro
- 1984: Pupi Avati - Una gita scolastica ex aequo Federico Fellini - E la nave va
  - Nanni Moretti - Bianca
- 1985: Sergio Leone - C'era una volta in America
- 1986: Mario Monicelli - Speriamo che sia femmina
  - Lina Wertmüller - Un complicato intrigo di donne, vicoli e delitti
  - Federico Fellini - Ginger e Fred
- 1987: Ettore Scola - La famiglia
  - Pupi Avati - Regalo di Natale
  - Francesco Rosi - Cronaca di una morte annunciata
- 1988: Bernardo Bertolucci - L'ultimo imperatore
  - Carlo Verdone - Io e mia sorella
  - Federico Fellini - Intervista
- 1989: Ermanno Olmi - La leggenda del santo bevitore
  - Giuseppe Tornatore - Nuovo Cinema Paradiso
  - Francesco Nuti - Caruso Pascoski di padre polacco
  - Roberto Benigni - Il piccolo diavolo
  - Liliana Cavani - Francesco
  - Citto Maselli - Codice privato

### Anni 1990-1999
- 1990: Pupi Avati - Storia di ragazzi e di ragazze
  - Marco Risi - Mery per sempre
  - Nanni Moretti - Palombella rossa
  - Ettore Scola - Che ora è
  - Franco Brusati - Lo zio indegno
- 1991: Gianni Amelio - Porte aperte
  - Marco Risi - Ragazzi fuori
  - Bernardo Bertolucci - Il tè nel deserto
  - Paolo e Vittorio Taviani - Il sole anche di notte
  - Gabriele Salvatores - Turné
- 1992: Gabriele Salvatores - Mediterraneo
  - Marco Ferreri - La casa del sorriso
  - Silvano Agosti - Uova di garofano
  - Ricky Tognazzi - Ultrà
  - Maurizio Nichetti - Volere volare
- 1993: Gianni Amelio - Il ladro di bambini
  - Maurizio Zaccaro - La valle di pietra
  - Pupi Avati - Fratelli e sorelle
  - Mario Monicelli - Parenti serpenti
  - Carlo Mazzacurati - Un'altra vita
- 1994: Nanni Moretti - Caro diario
  - Silvio Soldini - Un'anima divisa in due
  - Francesca Archibugi - Il grande cocomero
  - Roberto Faenza - Jona che visse nella balena
  - Ricky Tognazzi - La scorta
- 1995: Gianni Amelio - Lamerica
  - Carlo Mazzacurati - Il toro
  - Giuseppe Tornatore - Una pura formalità
  - Francesca Archibugi - Con gli occhi chiusi
  - Alessandro D'Alatri - Senza pelle
- 1996: Giuseppe Tornatore - L'uomo delle stelle
  - Michele Placido - Un eroe borghese
  - Daniele Luchetti - La scuola
  - Mario Martone - L'amore molesto
  - Michelangelo Antonioni - Al di là delle nuvole
- 1997: Maurizio Nichetti - Luna e l'altra
  - Sergio Citti - I magi randagi
  - Bernardo Bertolucci - Io ballo da sola
  - Peter Del Monte - Compagna di viaggio
  - Carlo Lizzani - Celluloide
- 1998: Roberto Benigni - La vita è bella
  - Davide Ferrario - Tutti giù per terra
  - Francesco Rosi - La tregua
  - Paolo Virzì - Ovosodo
  - Silvio Soldini - Le acrobate
- 1999: Giuseppe Tornatore - La leggenda del pianista sull'oceano
  - Gianni Amelio - Così ridevano
  - Mario Martone - Teatro di guerra
  - Nanni Moretti - Aprile
  - Michele Placido - Del perduto amore

### Anni 2000-2009
- 2000: Silvio Soldini - Pane e tulipani
  - Marco Bechis - Garage Olimpo
  - Mimmo Calopresti - Preferisco il rumore del mare
  - Gabriele Muccino - Come te nessuno mai
  - Ricky Tognazzi - Canone inverso - Making Love
- 2001: Nanni Moretti - La stanza del figlio
  - Marco Tullio Giordana - I cento passi
  - Gabriele Muccino - L'ultimo bacio
  - Ermanno Olmi - Il mestiere delle armi
  - Ferzan Özpetek - Le fate ignoranti
- 2002: Marco Bellocchio - L'ora di religione
  - Antonio Capuano - Luna rossa
  - Cristina Comencini - Il più bel giorno della mia vita
  - Giuseppe Piccioni - Luce dei miei occhi
  - Silvio Soldini - Brucio nel vento
- 2003: Gabriele Salvatores - Io non ho paura
  - Pupi Avati - Il cuore altrove
  - Matteo Garrone - L'imbalsamatore
  - Gabriele Muccino - Ricordati di me
  - Ferzan Özpetek - La finestra di fronte
  - Roberta Torre - Angela
- 2004: Marco Tullio Giordana - La meglio gioventù
  - Marco Bellocchio - Buongiorno, notte
  - Bernardo Bertolucci - The Dreamers - I sognatori
  - Daniele Ciprì e Franco Maresco - Il ritorno di Cagliostro
  - Ermanno Olmi - Cantando dietro i paraventi
  - Paolo Virzì - Caterina va in città
- 2005: Gianni Amelio - Le chiavi di casa
  - Sergio Castellitto - Non ti muovere
  - Davide Ferrario - Dopo mezzanotte
  - Matteo Garrone - Primo amore
  - Paolo Sorrentino - Le conseguenze dell'amore
- 2006: Michele Placido - Romanzo criminale
  - Pupi Avati - La seconda notte di nozze
  - Cristina Comencini - La bestia nel cuore
  - Alessandro D'Alatri - La febbre
  - Giovanni Veronesi - Manuale d'amore
- 2007: Giuseppe Tornatore - La sconosciuta
  - Marco Bellocchio - Il regista di matrimoni
  - Saverio Costanzo - In memoria di me
  - Emanuele Crialese - Nuovomondo
  - Nanni Moretti - Il caimano
  - Ferzan Özpetek - Saturno contro
- 2008: Paolo Virzì - Tutta la vita davanti
  - Antonello Grimaldi - Caos calmo
  - Daniele Luchetti - Mio fratello è figlio unico
  - Silvio Soldini - Giorni e nuvole
  - Gianni Zanasi - Non pensarci
- 2009: Paolo Sorrentino - Il divo
  - Francesca Archibugi - Questione di cuore
  - Pupi Avati - Il papà di Giovanna
  - Marco Bellocchio - Vincere
  - Marco Risi - Fortapàsc

### Anni 2010-2016
- 2010: Paolo Virzì - La prima cosa bella
  - Francesca Comencini - Lo spazio bianco
  - Giorgio Diritti - L'uomo che verrà
  - Daniele Luchetti - La nostra vita
  - Ferzan Özpetek - Mine vaganti
- 2011: Nanni Moretti - Habemus Papam
  - Marco Bellocchio - Sorelle Mai
  - Saverio Costanzo - La solitudine dei numeri primi
  - Claudio Cupellini - Una vita tranquilla
  - Pasquale Scimeca - Malavoglia
- 2012: Paolo Sorrentino - This Must Be the Place
  - Emanuele Crialese - Terraferma
  - Marco Tullio Giordana - Romanzo di una strage
  - Ferzan Özpetek - Magnifica presenza
  - Daniele Vicari - Diaz - Don't Clean Up This Blood
- 2013: Giuseppe Tornatore - La migliore offerta
  - Roberto Andò - Viva la libertà
  - Marco Bellocchio - Bella addormentata
  - Claudio Giovannesi - Alì ha gli occhi azzurri
  - Paolo Sorrentino - La grande bellezza
- 2014: Paolo Virzì - Il capitale umano
  - Daniele Luchetti - Anni felici
  - Alice Rohrwacher - Le meraviglie
  - Ferzan Özpetek - Allacciate le cinture
  - Edoardo Winspeare - In grazia di Dio
- 2015: Paolo Sorrentino - Youth - La giovinezza
  - Saverio Costanzo - Hungry Hearts
  - Matteo Garrone - Il racconto dei racconti - Tale of Tales
  - Nanni Moretti - Mia madre
  - Francesco Munzi - Anime nere
- 2016: Paolo Virzì - La pazza gioia
  - Roberto Andò - Le confessioni
  - Claudio Cupellini - Alaska
  - Giuseppe M. Gaudino - Per amor vostro
  - Stefano Sollima - Suburra